# Flugunfall einer Convair CV-580 der Sun Air Services bei Amisi
Der Flugunfall einer Convair CV-580 der Sun Air Services bei Amisi ereignete sich am 27. April 2006. An diesem Tag kam eine in Goma gestartete Convair CV-580F der südafrikanischen Skyhaul, die für die kongolesische Sun Air Services betrieben, bei der Landung von der Landebahn am Flughafen Amisi ab, überschlug sich und geriet in Brand. Bei dem Unfall kamen alle acht Insassen der Maschine ums Leben.

## Maschine
Die betroffene Maschine trug die Werknummer 147 und wurde 1954 im Werk von Convair als Typ Convair CV-340-63 mit Kolbenmotoren endmontiert und am 31. Januar 1954 mit dem Luftfahrzeugkennzeichen N7600 an die Union Oil of California ausgeliefert, bei der sie zu einem späteren Zeitpunkt in eine Convair CV-440 umgebaut wurde. Im Oktober 1961 wurde die Maschine an Esso Tankers Inc. verkauft, bei der sie mit dem Kennzeichen N100A in Betrieb ging, am 19. Dezember 1962 wurde die Maschine an Butterworth System Inc. verkauft, bei der sie am 21. April 1966 auf das neue Luftfahrzeugkennzeichen N200A umgemeldet wurde. Am 20. April 1967 kaufte General Motors die Maschine und ließ sie mit dem Kennzeichen N73158 wieder zu, ab dem 31. August 1967 war die Maschine auf Lake Central Airlines zugelassen. Indem diese am 1. Juli 1968 in Allegheny Airlines aufging, wechselte auch die Maschine formell den Betreiber und erhielt das neue Kennzeichen N5838. Am 20. Januar 1977 kaufte Great Lakes Airlines die Maschine und ließ sie mit dem Luftfahrzeugkennzeichen C-GQHA wieder zu. Ab Januar 1981 gehörte die Maschine zur Flotte der Air Ontario, bei der sie zum Frachtflugzeug umgebaut wurde. Ab dem 7. September 1988 war die Maschine an die European Air Transport verleast, bei der sie das Kennzeichen OO-DHF trug und für DHL Aviation betrieben wurde, später war die Maschine von Swiftair mit dem Luftfahrzeugkennzeichen EC-HJU ebenfalls für DHL Aviation im Einsatz. Schließlich war die Maschine mit dem Kennzeichen ZS-SKH auf die südafrikanische Skyhaul zugelassen und wurde von dieser für Sun Air Services, eine Tochtergesellschaft der Lignes Aériennes Congolaises betrieben. Das zweimotorige Mittelstreckenflugzeug war mit zwei Turboproptriebwerken des Typs Allison 501-D13D ausgerüstet.

## Insassen und Fracht
Den inländischen Frachtflug von Goma nach Amisi hatten drei Besatzungsmitglieder angetreten, ein Flugkapitän, ein Erster Offizier und ein Flugingenieur. Obwohl es sich gemäß den Unterlagen um einen Frachtflug handelte, befanden sich fünf Passagiere an Bord. Als Fracht befand sich Telekommunikationsausrüstung an Bord, die im Auftrag des südafrikanischen Telekommunikationsunternehmens Vodacom transportiert wurde.

## Unfallhergang
Die Maschine startete um 09:30 Uhr Ortszeit in Goma zum Flug nach Amisi. Der Flug verlief zunächst ohne besondere Vorkommnisse, bei der Landung sprang die Maschine jedoch dreimal hintereinander wieder in die Luft. Nach dem dritten Wiederaufsetzen brach das linke Hauptfahrwerk. Bedingt durch die Reibung, die durch die auf dem Flugzeugrumpf bzw. dem gebrochenen Fahrwerk schlitternde Maschine erzeugt wurde, kam die Convair nach links von der Landebahn ab. Für einen kurzen Augenblick schien es, als sei es dem Flugkapitän gelungen, die Maschine wieder unter Kontrolle zu bringen und nach rechts auf die Landebahn zu lenken, dann brach die Maschine jedoch ein weiteres Mal nach links aus und die linke Tragfläche streifte eine Böschung. Die Maschine schlitterte weitere 200 Meter weiter, wobei die linke Tragfläche und das linke Triebwerk abrissen. Der Flugzeugrumpf kollidierte mit einer Drainagefurche und schlitterte 40 Meter weiter, ehe er auf der Rumpfoberseite liegen blieb. Nach dem Aufprall brach ein Brand aus, welcher die Maschine völlig zerstörte. Alle Insassen erlitten tödliche Verletzungen.